# Джон Фленаган (легкоатлет)
Джон Джозеф Фленаган (англ. John Joseph Flanagan; нар. 28 січня 1868 — пом. 3 червня 1938) — американський легкоатлет ірландського походження, який спеціалізувався в метанні молота.

## Із життєпису
Емігрував з Ірландії до США 1896 року. Повернувся на Батьківщину 1911 року.
Триразовий олімпійський чемпіон з метання молота (1900, 1904, 1908).
Срібний олімпійський призер з метання ваги (1904). Учасник олімпійських змагань з метання диска — 4-те місце у 1904, 7-ме місце в 1900 та 9-те місце у 1908.
На Олімпіаді-1908 також брав участь у змаганнях з перетягування каната, де у складі команди США посів 5-те місце.
Призові місця на чемпіонатах США просто неба:
- : метання молота (1897, 1898, 1899, 1901, 1902, 1906, 1907);
- : метання молота (1904);
- : метання молота (1908), метання диска (1901, 1906), штовхання ядра (1899, 1901).

Чемпіон Великої Британії з метання молота (1896, 1900).
Першим в історії метання молота перевищив позначки у 45 м (1897), 50 м (1899) та 55 м (1909).
По завершенні спортивної кар'єри працював тренером. Підготував ірландця Пата О'Келлагана, дворазового олімпійського чемпіона з метання молота (1928, 1932).

## Визнання
- Член Зали слави легкої атлетики США (1975)
- 2001 року в Лімерику відкрито пам'ятник Фленагану у вигляді його скульптури в повний зріст під час виконання спроби з метання молота.